# Осеннее наступление войск ООН (1952)
Осеннее наступление войск ООН, или Операция «Шоудаун» (англ. Operation Showdown), или Шанганьлинская кампания (кит. упр. 上甘岭战役, пиньинь Shànggānlǐng Zhànyì) — военная операция сил ООН осенью 1952 года во время Корейской войны. Ожесточённые бои в районе севернее Кимхва за высоту 597,9 и северную вершину высоты 537,7 длились 43 дня.

## Предыстория
Ведущиеся с осени 1951 года переговоры о перемирии зашли в тупик из-за вопроса о репатриации северокорейских и китайских военнопленных, не желавших репатриироваться в Северную Корею и Китай. 8 октября 1952 года представители американского командования демонстративно покинули совещание, сорвав переговоры.

## Ход боевых действий
Американское командование решило захватить китайские позиции на высотах 597,9 и 537,7 севернее Кимхва и таким образом ликвидировать выступ, вдававшийся в оборону войск ООН. Захват этих вершин создал бы благоприятные условия для дальнейшего наступления на гору Осен-сан.
Для овладения высотой 597,9 и северной вершиной высоты 537,7 были привлечены части 7-й и 40-й американских пехотных дивизий, 2-й, 9-й пехотных и 105-й учебных южнокорейских дивизий, 2-го, 3-го, 5-го и 8-го южнокорейских полков учебного центра, 18 дивизионов артиллерии (300 орудий) и 120 танков — всего около 60 тысяч человек. Наступление поддерживалось 5-й американской авиагруппой. С китайской стороны в боях за эти высоты приняли участие подразделения и части 45-й, 29-й, 31-й и 34-й пехотных дивизий, которые поддерживали 133 орудия полевой артиллерии, 292 миномёта, 47 зенитных орудий — всего порядка 40 тысяч человек. Все эти силы с обеих сторон вводились в бой последовательно, одновременно с каждой стороны в бою участвовало не более двух полков.
За три дня до начала наступления войска ООН активизировали действия артиллерия и авиации на фронте всего 15-го армейского корпуса КНД. С целью введения китайских народных добровольцев в заблуждения имитировался отвод пехоты и танков из района Кимхва на Чорон, чтобы создать видимость готовящегося наступления западнее реки Хантанчхён на Схокимак.
Утром 14 октября была проведена 150-минутная артиллерийская и авиационная подготовка, в результате которой на высоте 597,9 и северной вершине высоты 537,7 были разрушены почти все наземные инженерные сооружения. В 4.30 войска ООН силами семи батальонов 7-й американской и 2-й южнокорейской пехотных дивизий при поддержке 27 танков и 300 орудий перешли в наступление.
Высоту обороняли подразделения 8-й, 9-й и 1-й рот 135-го пехотного полка 45-й пехотной дивизии 15-го армейского корпуса КНД. Умело используя инженерные сооружения и смело контратакуя, китайские добровольцы наносили противнику большие потери. Однако, бросая в бой всё новые и новые силы, войска ООН 20 октября овладели всеми наземными инженерными сооружениями, вынудив китайских добровольцев отойти в подземные галереи. Завязались бои в галереях, продолжавшиеся до 29 октября.
30 октября китайские добровольцы, подтянув новые силы, мощной контратакой сбросили противника с высоты 597,9 и, отбив последующие атаки, окончательно закрепились на ней.
С 6 ноября основная тяжесть боёв переместилась на северную вершину высоты 537,7. В ожесточённых боях, продолжавшихся 20 дней, китайские добровольцы и здесь восстановили прежнее положение. 25 ноября бои прекратились.

## Результаты
После боевых действий севернее Кимхва боевые действия обеих сторон стали ограничиваться артиллерийскими перестрелками, ведением разведки и боями за отдельные высоты силами от взвода до батальона.
В честь этого сражения назван район в городском округе Ичунь китайской провинции Хэйлунцзян.